# Doncourt-sur-Meuse
Doncourt-sur-Meuse település Franciaországban, Haute-Marne megyében. Lakosainak száma 39 fő (2022. január 1.). Doncourt-sur-Meuse Hâcourt, Huilliécourt, Levécourt, Malaincourt-sur-Meuse, Breuvannes-en-Bassigny, Champigneulles-en-Bassigny és Chaumont-la-Ville községekkel határos.

## Népesség
A település népességének változása:
| Lakosok száma | 90   | 50   | 45   | 51   | 47   | 43   | 39   | 37   | 37   | 39   |
|               | 1968 | 1982 | 1990 | 2006 | 2013 | 2015 | 2017 | 2019 | 2020 | 2022 |